# ニコラス・カッツェンバック
ニコラス・デベルヴィル・カッツェンバック（英語：Nicholas deBelleville Katzenbach、1922年1月17日 - 2012年5月9日）は、アメリカ合衆国の政治家、弁護士。司法次官補、司法副長官、司法長官、国務次官を歴任した。

## 生涯
1922年1月17日にペンシルベニア州フィラデルフィアに誕生した。フィリップス・エクセター・アカデミーに学び、プリンストン大学に入学し、1945年に文学士の学士号を得た。1947年にはイェール大学で法学士の学士号を取得した。また、1947年から1949年までローズ奨学生としてオックスフォード大学内のベリオール・カレッジに留学した。
1950年から政府内で働き始め、1950年から1952年まで空軍長官の法律顧問を務めた。1952年には再び民間に戻り、イェール大学で法学の助教授、シカゴ大学で法学の教授として働いた。

### ケネディ政権
1961年にカッツェンバックはケネディ政権下で司法次官補となり、1962年からは司法副長官となった。1962年10月のキューバ危機の際には海上封鎖に伴う法的措置に関して大きな役割を果たした。またその2ヵ月後にはピッグス湾事件により、カストロに捕らえられた捕虜の釈放を求める交渉団の一員として活動した。
そのほかにもケネディ政権中の功績として、南部地域の大学における人種差別撤廃のために動いたことが挙げられる。1963年にアラバマ州知事ジョージ・ウォレスが2人の黒人学生ジェームズ・フッドとヴィヴィアン・マローンの入学を阻止するために、アラバマ大学周辺を州兵で固めて自ら大学の門の前に立ちはだかったとき、カッツェンバックは司法省幹部として二人の黒人学生に付き添い、2人の入学を認めるよう求める大統領布告を読み上げて2人の入学を認めさせた。

## ジョンソン政権

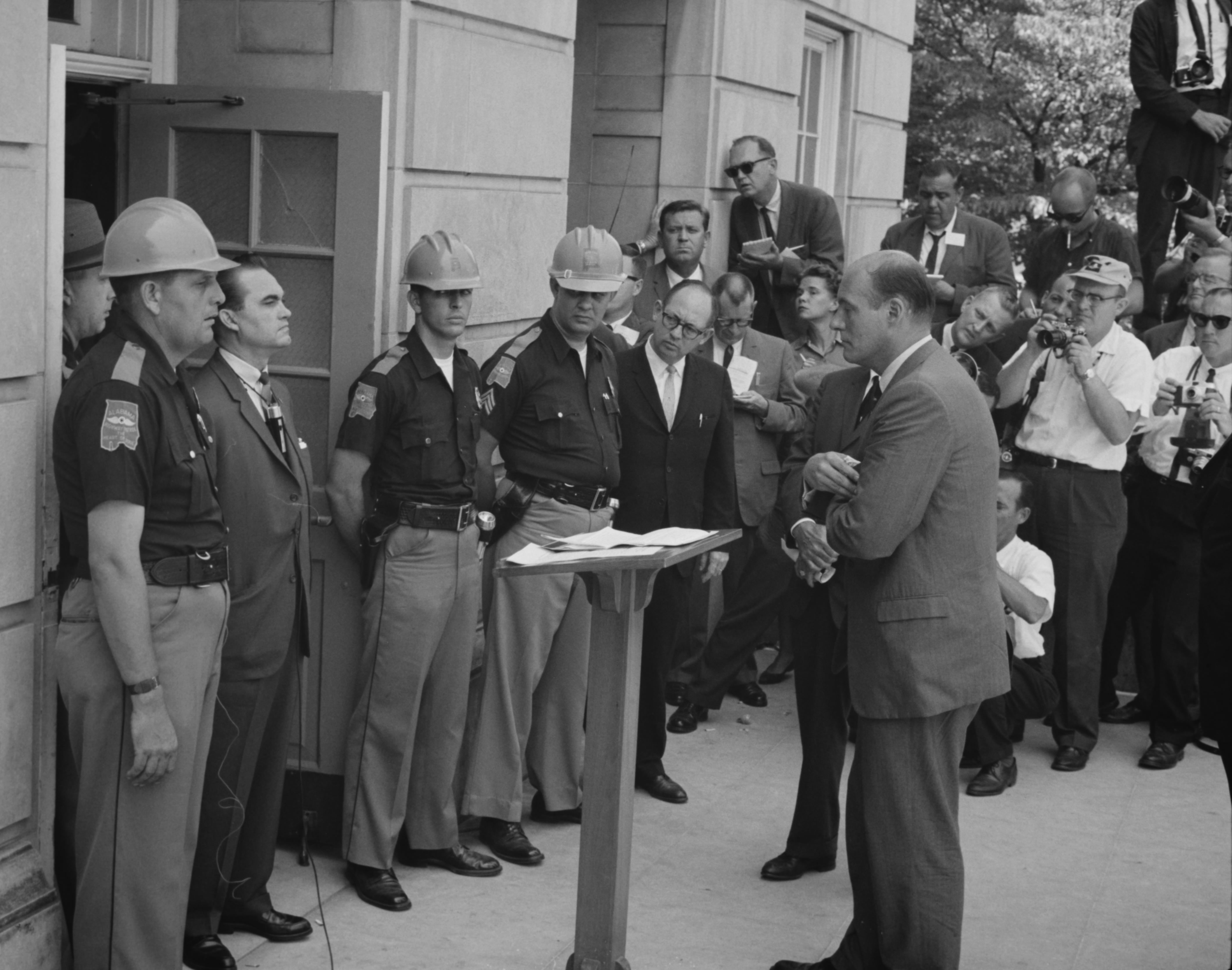
扉の前に立ちはだかるアラバマ州のジョージ・ウォレス州知事に対して大統領布告を読み上げるカッツェンバック

1963年11月22日のケネディ暗殺から2日後の11月24日にJ・エドガー・フーヴァーFBI長官がカッツェンバックを訪れ、オズワルドが暗殺事件の犯人であると断定したと伝えた。暗殺事件の3日後、カッツェンバックはジョンソン大統領の特別顧問ウィリアム・D・モイヤーにメモを送っている。その中で彼は次のように述べている。
「大衆に、オズワルドが暗殺者であること、まだ捕まっていない彼の共犯者はいないこと、彼は(もし彼が逮捕後にジャック・ルビーに射殺されていなかったとしても)裁判で有罪を宣告されていただろうことを納得させなければならない。オズワルドの動機に関する推測は断ち切らねばならない。(中略)残念ながらオズワルドにまつわる事実は(彼が暗殺者であるとするには)あまりにも適切であり、あまりにも明らかである。(マルキシスト、キューバ、ロシア人の妻など)(中略)我々には好ましくない形の大衆の噂や議会の公聴会を阻止する材料が必要である。」
また、フーヴァーはジョンソンの側近に次のようなメモを送っている。このメモは上院チャーチ委員会によって明らかにされ、同委員会報告書33ページで確認されている。
「オズワルドが真の暗殺者であるということを大衆に納得させるため、何らかの発表をせねばならないと私は考える。カッツェンバック氏も同様の考えである。」
これらのメモは政府が暗殺事件の真相隠蔽を画策していたことを最もよく示す公的文書となっている。カッツェンバックとフーヴァーはウォレン委員会の設立に主要な働きをした。
1964年3月にロバート・F・ケネディが司法長官を辞任すると、カッツェンバックは司法長官代行となり、1965年から正式に司法長官となった。彼はトンキン湾決議によりジョンソン大統領には米軍をヴェトナムに派遣する権利があると主張し、ベトナム戦争のエスカレーションに積極的な役割を果たした。後に彼は交渉による戦争の解決を主張した。
1966年、カッツェンバックは国務次官となった。1968年1月にプエブロ号事件が起こると、彼は国務次官として北朝鮮との交渉にあたった。ベトナム戦争の戦線拡大を阻止するため、軍事行動ではなく外交による解決を目指して粘り強く交渉を続けたが、北朝鮮側の強硬姿勢のため難航した。結局アメリカの諜報活動を認める屈辱的な謝罪文に署名することでようやく人質を解放することに成功した。1969年、彼は国防次官を辞任し民間に戻った。

### その後

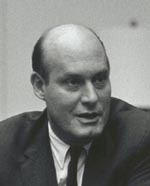
ニコラス・カッツェンバック

カッツェンバックは1969年から1986年までIBMに勤めた。彼はFBIが活躍したIBM産業スパイ事件当時のIBM副社長であった。
1980年、彼はアメリカ国民に対する国内盗聴活動のために告訴されたFBIメンバー、ウィリアム・マーク・フェルトの弁護のためにコロンビア特別区裁判所で証言した。(マーク・フェルトはウォーターゲート事件におけるディープ・スロートであった。)また1998年にはクリントン大統領の弁護ため、クリントン大統領の弾劾の是非をめぐる下院司法委員会で証言した。2004年3月、MCI会長に就任した。
2012年5月9日、ニュージャージー州スキルマン（英語: Skillman）の自宅で死去。90歳没。

## 参照
1. ↑  Nicholas Katzenbach, 1960s Political Shaper, Dies at 90 New York Times 2012年5月10日閲覧